# Boris Aleksandrovič Turaev
Boris Aleksandrovič Turaev (russo: Бори́с Алекса́ндрович Тура́ев (Navahrudak, 5 agosto 1868 – Pietrogrado, 23 luglio 1920) è stato uno storico, egittologo e orientalista russo.
Si specializzò nella storia del Vicino Oriente antico (soprattutto antico Egitto e Nubia). Fu ammesso nel 1918 alla Accademia russa delle scienze.

## Biografia
Dopo essersi laureato presso l'Università Statale di San Pietroburgo nel 1891, Turayev studiò con Gaston Maspero e Adolf Erman, e lavorò nei musei di Berlino, Parigi e Londra. A partire dal 1896 tenne conferenze presso l'Università Statale di San Pietroburgo. Dal 1911 fu professore ordinario della stessa università. Dopo la fondazione del Museo Puškin delle belle arti (a Mosca), Turaev convinse Vladimir Golenishchev ad inviargli la sua collezione di antiche statue e curiosità egizie. Per un certo periodo visse all'interno del museo, preparando la collezione per la mostra. La sua collezione di antichità egizie finì all'Ermitage.

## Opere
L'opera principale di Boris Turaev, History of Ancient East (1911, 2 volumi), quasi senza precedenti, gli valse riconoscimenti in tutta Europa. Fu il primo studio completo sull'analisi della storia e della cultura dell'Antico Medio Oriente (definito da Turaev come il territorio racchiuso tra Asia Centrale ed Iran ad est, fino a Cartagine ad ovest). Scrisse anche libri sulla letteratura e la mitologia egizia (God Thot, 1898; Egyptian Literature, 1920).